# ランス・ウェア

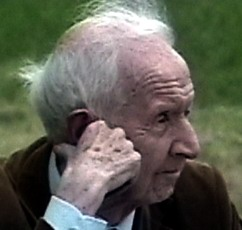
ランスロット・ウエア （1999年5月撮影）

ランスロット・ライオネル・ウエア（Lancelot Lionel Ware OBE、1915年6月5日 - 2000年8月15日）は、イギリス人弁護士、生化学者、およびメンサの設立者。

## 来歴
彼は、サリーのミッチャムで実業家の父親と音楽家の母親の長男として生まれ、スチニング・グラマースクールとサットン・グラマースクールに通った。その後、ロンドン大学のインペリアル・カレッジで数学を専攻し、生化学で博士号を受けた。卒業後はハムステッドの国立医学研究所でヘンリー・デール卿と医学研究を行い、ロンドンのセント・トーマス病院で生化学の研究と教育に携わった。
第二次世界大戦中、ポートン・ダウンの生物化学兵器の研究施設で働いていた。 同時に彼は、ノッティンガムのBoots社の研究者としても働いていた。この時、彼はIQテストについて学んだ。戦争が終わった1945年からは、彼はオックスフォード大学のリンカン・カレッジで法律の勉強を始めた。
1946年10月1日にオーストラリア人弁護士ローランド・ベリルと共同で、知的で天才的な人々のための団体であるメンサをオックスフォードに設立した。最初、メンサは上位1パーセントの知能指数の人々の団体であったが、その後、標準偏差が計算しやすい上位2パーセントに変更された。当時は「高IQクラブ」という名称であった。
彼は、後年、メンサの設立経緯を次のように述べた。彼の妹は非常に利発な才女であり、ほとんどの男性の発言を論破してしまうため、近づく男性などいなくなっていた。これでは結婚できないだろうと彼は考え、知能テストで高得点を得た男性を集めれば、彼の妹に釣り合う男性が現れるに違いないと考えた。そしてメンサという団体を作り、いわゆる合コン・パーティのようなものを主宰した。彼の妹はその中の男性と結婚することができた。彼はメンサの活動は大成功に終わったと述べた。
1949年に弁護士となり、知的所有権・著作権・特許を専門にした。 また、彼は保守党の熱烈な支持者であった。1960年代にはロンドンの委員に選出されていた。こうした法律や政治の仕事をするために、1950年にはメンサを退会していたが、ローランド・ベリルが1961年に死んだ後、メンサ会員から復帰するように懇願された。
1983年にロンドンの知性の高い人々のためのクラブであるAthenaeum Clubに入会した。彼は、長年にわたる発明協会への功績から、大英帝国勲章を受けた。1985年に法曹界を引退した。